# Казашка Река
Каза́шка Река́ (болг. Казашка река) — село у Варненській області Болгарії. Входить до складу общини Аврен.

## Населення
За даними перепису населення 2011 року у селі проживали 242 особи, з них 214 осіб (98,2%) — болгари.
Розподіл населення за віком у 2011 році:
Динаміка населення: